# كينجيرو شينوزوكا
كينجيرو شينوزوكا (باليابانية: 篠塚 建次郎) مواليد 20 نوفمبر 1948، هو سائق راليات ياباني بدأ مسيرته في سنة 1976. كان أول رالي له هو رالي سفاري 1976. شارك في بطولة العالم للراليات. فاز برالي داكار. فاز بـ سباقي رالي. صعد على المنصة 3 مرات خلال مسيرته.

## سجل الفوز
| الرقم | الحدث           | الموسم                          |
| ----- | --------------- | ------------------------------- |
| 1     | رالي ساحل العاج | بطولة العالم للراليات موسم 1991 |
| 2     | رالي ساحل العاج | بطولة العالم للراليات موسم 1992 |

## فرق مثلها
- ميتسوبيشي موتورز

## روابط خارجية
- كينجيرو شينوزوكا على موقع Rallye-info.com (الإنجليزية)
- كينجيرو شينوزوكا على موقع eWRC-results.com (الإنجليزية)